# Shudder to Think
Shudder to Think (с англ. — «Содрогаюсь при мысли») — американская альт-рок-группа, созданная в 1986 году. Она выпустила три альбома на вашингтонском лейбле Dischord Records и два на Epic Records. Их раннее творчество во многом находилось под влиянием постхардкора, хотя постепенно они переняли широкий спектр стилистических влияний, включая пауэр-поп и глэм-рок.

## История
В 1984 году басист Стюарт Хилл сформировал хардкор-панк-группу Stüge, взяв в команду барабанщика Майка Рассела, гитариста Сэма Флеминга и вокалиста Бобби Джонса. К 1986 году Флеминг и Джонс уехали в колледж, а Хилл пригласил гитариста Криса Мэтьюза, игравшего в нью-вейв-группе 3-2-1, присоединиться к группе. Мэтьюз, в свою очередь, предложил вокалиста Крейга Уэдрена, школьного знакомого, увидев его выступление в школьном спектакле и будучи впечатленным его пением. Вскоре после этого группа сменила название на Shudder to Think, после того как Рассел сказал, что «содрогается при мысли, что мы станем просто еще одной хардкор-группой» по дороге на репетицию. Именно этот состав и смена названия заставили группу отказаться от своего прежнего хардкорного звучания в пользу чего-то более похожего на постхардкор.
В этом составе группа выпустила одну песню на сборнике Fetal Records F-R-5 в 1987 году («Too little, too late»), два сингла и один альбом (Curse, Spells, Voodoo, Mooses, 1989), прежде чем подписала контракт с лейблом Dischord. Затем было выпущено ещё три альбома (Ten-Spot, 1990, Funeral at the Movies, 1991 и Get Your Goat, 1992), прежде чем группа приобрела большую известность благодаря гастролям с Fugazi и The Smashing Pumpkins; их концерт 7 мая 1992 года в Альбиге (Германия) был выпущен Тобби Хольцингером под названием Your Choice Live Series Vol.21.
Бывший басист Swiz Натан Ларсон и бывший барабанщик Jawbox Адам Уэйд заменили Мэтьюза и Рассела в 1992 году, став гитаристом и барабанщиком соответственно. Мэтьюз и Рассел в последний раз выступали с группой вживую 1 января 1992 года и 28 июня 1992 года соответственно, о чём Ведрен объявил публике во время этих концертов.
Впоследствии группа подписала контракт с лейблом Epic Records, на котором в сентябре 1994 года был выпущен альбом Pony Express Records. Угловатый, математический постхардкор альбома принёс ему преданных поклонников, особенно после того, как клип на песню «X-French Tee Shirt» стал популярным на MTV и регулярно транслировался на этом канале, а также удостоился статьи в Rolling Stone. Трек также достиг 36-го места в чарте Radio & Records Alternative. К концу октября 1994 года в США было продано 30 000 копий альбома, а к февралю 1997 года — 60 000.
В течение следующих нескольких лет Уэдрен успешно боролся с болезнью Ходжкина, Ларсон записал альбом с сайд-проектом Mind Science of the Mind, а Уэйд покинул группу. Его заменил Кевин Марч, бывший барабанщик The Dambuilders.
В 1997-ом году Shudder to Think выпускают новый альбом - 50,000 B.C.. Релиз получил смешанные отзывы от критиков и оказался коммерчески провальным. В том же году группа проводит тур в поддержку альбома с сессионным участником Чаком Скоттом на клавишных и перкуссии. Впоследствии Shudder to Think переключились на написание саундтреков к фильмам. Они сочинили саундтреки к кинокартинам «Первая любовь, последние обряды» и «Высокое искусство», также написали две песни для фильма «Бархатная золотая жила» в 1998 году.
Однако 1998 год ознаменовал уход Ларсона и распад группы. Уэдрен занялся сольной карьерой, в том числе принял участие в записи саундтрека к фильму «Только ты и я» с песней «Didn't Mean to Do You Harm» и участвовал в записи бэк-вокала на одноимённом альбоме The Verve Pipe 1999 года.
И Ларсон, и Уэдрен впоследствии создали высоко оцененную музыку для фильмов. Дэвид Уэйн, основатель комедийной труппы The State, был школьным другом Уэдрена, и музыка Уэдрена звучала во многих телесериалах и фильмах, созданных труппой и её выпускниками, таких как «Рино 911!» и «Жаркое американское лето». Уэдрен также занимается сольной музыкой и выпустил свой дебютный альбом Lapland в 2005 году. Ларсон создал новую группу Hot One.

### Воссоединения
17 сентября 2007 года Уэдрен, Ларсон и Марч отыграли короткий сет вместе в нью-йоркском клубе The Mercury Lounge. В составе группы также были гитарист Марк Уотрус и басист Time of Orchids Джесси Краков. Группа продолжала выступать с Уотрусом и Краковом в течение всего 2008 года: Марч играл на концертах в восточной части страны, а Уэйд — на концертах в западной части страны и в Новом Орлеане. В 2009 году группа выпустила концертный альбом под названием Live from Home. Без Ларсона группа отыграла, как было заявлено, «последнее» шоу 2 сентября 2009 года в нью-йоркском клубе Bowery Ballroom. На этом концерте также присутствовал основатель группы, гитарист Крис Мэтьюз, который играл на бис.
Shudder to Think воссоединились в 2013 году, чтобы отметить 20-летие концертом в Black Cat. Помимо полного состава Pony Express Records в составе Уэдрена, Ларсона, Уэйда и Хилла, на бис выступили основатели группы Крис Мэтьюз и Майк Рассел.
Группа воссоединилась в марте 2025 года, дав два концерта в лос-анджелесском Permanent Records Roadhouse и дебютировав с новой песней «Playback».

## Характеристики
Стиль
Хотя Shudder to Think идентифицировали свой стиль как постхардкор, критики также отмечали влияние поп-музыки и странную манеру написания песен. Группа придерживалась хардкор-панк-традиций, характерных для музыкантов лейбла Dischord. Обозреватель Чарльз Спано охарактеризовал некоторые работы группы как результат того, что группа смешала свой «поп-блеск с грувами Рика Окасека, гламурным уклоном Боуи и [...] Roxy Music [...], а также театральностью Queen».

В книге 2018 года «Long Live Queen» на вопрос о том, оказала ли группа Queen влияние на альтернативный рок 1990-х, диджей/виджей Мэтт Пинфилд ответил:
«Посмотрите на такую группу, как Shudder to Think, и на такую песню, как «X-French Tee Shirt», которая была такой замечательной песней, потому что [средняя часть] состояла из одной ноты, а он пел на две октавы поверх нее.»

В интервью 1995 года Джеймс Иха из The Smashing Pumpkins похвалил оригинальность группы, сказав:
«Я с содроганием думаю, что это совершенно оригинальная, потрясающая рок-группа. Это рок-группа, но они совершенно не похожи на то, что вы слышали раньше, в игре на гитаре, ударных, басу, пении - все это потрясающе. Если вы послушаете альбом Shudder to Think, то, возможно, сможете указать на несколько песен, но вы никак не сможете отметить эту группу. И они хороши, они пишут хорошие песни. Они абсолютно оригинальны.»

## Наследие
Влияние на других исполнителей
Shudder to Think упоминается как источник влияния другими группами — Incubus зашли так далеко, что перепели часть «X-French Tee Shirt» в своей песне «Nowhere Fast» во время Lollapalooza в 2003 году. Джефф Бакли также назвал Shudder to Think своей любимой группой. В 1998 году Pearl Jam пригласили Shudder to Think выступить на разогреве в туре по Австралии и даже сыграли отрывок песни «Pebbles» во время их сета. Deftones упоминали Shudder to Think как источник влияния и даже исполняли каверы на части «X-French Tee Shirt» и «So Into You» на живых выступлениях. Cursive упоминает группу в своей песне «Sink to the Beat» на EP Burst and Bloom (2001). Sunny Day Real Estate и Braid также упоминали группу как источник влияния.

Фронтмен OK Go Дамиан Кулаш выразил восхищение группой Shudder to Think, заявив: «Я их боготворил. Был один год, когда я видел их двенадцать раз». Кулаш особо отметил влияние группы на его музыку:
«Shudder To Think: Они научили меня определенному чувству преднамеренного рока. Их музыка была определенно контринтуитивной. Она была странной, особенно Get Your Goat и Pony Express Record. Это была музыка, которая отказывалась решать то, что вы уже знали, и была действительно красивой, мелодичной и эмоциональной. (…) Shudder делал музыку, непохожую ни на что другое, что вы когда-либо слышали, и она была попсовой, красивой и доступной. Я думаю, это убедило меня, что есть место для музыки, которая может быть интересной и сложной, оставаясь при этом прекрасной.»

## Состав
Текущий состав
- Крейг Уэдрен - вокал, гитара клавишные
- Нейтан Ларсон - гитара, клавишные
- Клинт Уолш - гитара
- Джерек Бишофф - бас-гитара
- Адам Уэйд - ударные

Бывшие участники
Временная шкала

## Дискография
Альбомы
- Curses, Spells, Voodoo, Mooses (1988, Sammich Records)
- Ten Spot (1990, Dischord Records)
- Funeral at the Movies (1991, Dischord Records)
- Get Your Goat (1992, Dischord Records)
- Pony Express Record (1994, Epic)
- 50,000 B.C. (1997, Epic)

Концертные альбомы
- Your Choice Live Series (1992, Your Choice Records)
- Live from Home (2009, Team Love)

Демо
- Shudder To Think (1994, Epic ESK5691)

Синглы
- It Was Arson (1988, Sammich)
- Medusa Seven (1989, Hoss)
- Catch of the Day (1990, Trout, split w/ Unrest)
- Hit Liquor / No Room 9, Kentucky 7" (1992, Dischord)
- Hit Liquor (1994, Epic)
- X - French T-Shirt / Shake Your Halo Down 7" (1994, Sub Pop)
- S/T (Live) (1994, Epic)
- So Into You (1995, Epic)
- Red House (1997, Epic)